# (12237) Coughlin
(12237) Coughlin est un astéroïde de la ceinture principale.

## Description
(12237) Coughlin est un astéroïde de la ceinture principale. Il fut découvert le 23 avril 1987 à l'Observatoire Palomar par Carolyn S. Shoemaker et Eugene M. Shoemaker. Il présente une orbite caractérisée par un demi-grand axe de 2,29 UA, une excentricité de 0,20 et une inclinaison de 23,4° par rapport à l'écliptique.

## Compléments